# Jean-Charles Harispe
Pour les articles homonymes, voir Harispe.
Jean-Charles Harispe, né à 15 juillet 1817 à Saint-Étienne-de-Baïgorry et mort le 11 février 1896 à Lecumberry, est un homme politique français.

## Biographie
Neveu du maréchal Harispe, il se rend jeune à la Havane, où il fait fortune dans le négoce, avant de revenir dans son pays natal. 
Conseiller général pour le canton de Saint-Étienne-de-Baïgorry de 1870 à 1892, il est élu député des Basses-Pyrénées le 20 février 1876. Siégant à la Chambre au groupe de l'Appel au peuple, il se montre partisan du 16 mai et soutient le ministère de Broglie. Il obtient sa réélection le 14 octobre 1877 et combat les ministères républicains.
Réélu sur la liste conservatrice aux élections du 4 octobre 1885, il continue de siéger à la droite bonapartiste et contre les cabinets opportunistes et radicaux.